# Mahinda bo
Mahinda bo  (лат.) — вид ос-блестянок рода Mahinda из подсемейства Amiseginae.

## Распространение
Юго-Восточная Азия: Вьетнам (провинция Бакзянг, национальный парк Тэййенты, Tây Yên Tử).

## Описание
Мелкие осы-блестянки со стебельчатым брюшком. Длина 5,8 мм. Основная окраска тела буровато-чёрная. Отличается широким пронотумом, гладкими тергитами брюшка с редкими пунктурами и шиповидными проподеальными зубцами заднегрудки. Длина переднеспинки равна менее чем 0,5 от её ширины.
Голова без затылочного киля, щёчные бороздки развиты. Пронотум выпуклый, равен по длине скутуму (метанотум почти равен длине скутеллюма). Проподеум угловатый, зубчатый. Мезоплеврон пунктированный, без бороздок (у самцов омаулюс отсутствует). Самки бескрылые (самцы предположительно крылатые, но у данного вида пока не обнаружены). Коготки лапок зубчатые. Предположительно как и другие близкие виды паразитоиды. Таксон был впервые описан в 2016 году американскими гименоптерологом Линн Кимсей (Lynn S. Kimsey; Калифорнийский университет в Дэвисе, Дейвис, США), японским энтомологом Т. Мира (Toshiharu Mita, Tokyo University of Agriculture, Atsugi, Япония) и вьетнамским биологом Т. Хонг Фамом (Thai Hong Pham, Vietnam Academy of Science and Technology (VAST), Ханой, Вьетнам). Видовое название M. bo происходит от вьетнамского слова «bo» (корова) по признаку острых шипиков на задней части груди. Близок к видам Mahinda saltator, M. borneensis и M. sulawesiensis.